# Деграсси: Следующее поколение
«Деграсси: Следующее поколение» (англ. Degrassi: The Next Generation) — канадский молодёжный сериал, повествующий о жизни студентов школы Деграсси в Торонто.
В сериале поднимаются такие табуированные темы, как подростковая беременность, школьная травля, употребление наркотиков, домашнее насилие, расизм, гомосексуальность, изнасилование и подростковый суицид.
Премьера «Деграсси» состоялась на CTV 14 октября 2001 года. В течение девятого сезона 2010 года перешел на канал MuchMusic. Десятый сезон ознаменовал собой изменение стиля сериала, в результате которого он приобрёл вид теленовеллы; летом транслировался в формате ежедневной мыльной оперы, в то время как остальная часть сезона транслировалась по стандартному расписанию весной. Сериал транслировался более чем в 140 странах мира, снискав особую популярность в США, где был показан на канале TeenNick.

## Создание
Название «Следующее поколение» придумал Стивен Стон (муж Линды Шулер), позаимствовав его у сериала «Звёздный путь: Следующее поколение», фанатом которого он является.
Проект был поставлен на CTV в мае 2000 года, и первоначально запланированный эпизод воссоединения героев предыдущего из «Подростки с улицы Деграсси» стал пилотом нового сериала.

## Формат серий
Каждый эпизод «Деграсси» имеет три сюжетные линии (Сюжет А, Сюжет В и Сюжет С). Основная сюжетная линия, A, открывает и закрывает эпизод и обычно представлена одним персонажем. Сюжет B обычно имеет более комедийный характер и слегка переплетается с другими сюжетными линиями, часто двигая вперед сюжетную арку. Сюжет C представлял из себя длинную сюжетную арку. Проблемы героев не всегда разрешаются к концу серии и иногда переносятся на следующий. Большинство эпизодов названы в честь песен 1980-х годов, а с десятого сезона названы в честь песен 1990-х.

## Съёмки
Съёмки предыдущих шоу из цикла Деграсси проходили на одноимённой улице в Торонто, а данный сериал практически полностью снят на студии Epitome Pictures, площадь которой составляет 9,300 м². В качестве фасада школы Degrassi Community School послужил экстерьер Студии C, а также фасад школы Vincent Massey, расположенной в одном из районов Торонто, а на так называемом натурном участке снимали дома главных героев и кафе «The Dot Grill».
В качестве вымышленного престижного Университета Смитсдэйл (англ. Smithdale University), где училась одна из героинь сериала, Эмма Нельсон, снимался кампус Йоркского университета в Торонто.

## Трансляция
До середины девятого сезона «Деграсси» транслировался на CTV Television Network, однако из-за снижения количества зрителей, которое началось ещё с седьмого сезона, сериал переехал на сестринский канал CTV MuchMusic в 2010 году.
Повторы серий в Канаде транслировались на каналах CTV Two и MTV2, которые принадлежат Bell Media. В США 24 сентября 2006 года независимые дистрибьюторы Program Partners и Sony Pictures Television объявили о приобретении прав на показ первых 119 эпизодов «Деграсси».

## Обзор серий
| Сезон | Сезон | Эпизоды | Трансляция        | Трансляция       |
| Сезон | Сезон | Эпизоды | Первый показ      | Последний показ  |
| ----- | ----- | ------- | ----------------- | ---------------- |
|       | 1     | 15      | 14 октября, 2001  | 3 марта, 2002    |
|       | 2     | 22      | 29 сентября, 2002 | 23 февраля, 2003 |
|       | 3     | 22      | 17 сентября, 2003 | 5 апреля, 2004   |
|       | 4     | 22      | 7 сентября, 2004  | 14 февраля, 2005 |
|       | 5     | 19      | 19 сентября, 2005 | 20 марта, 2006   |
|       | 6     | 19      | 29 сентября, 2006 | 14 мая, 2007     |
|       | 7     | 24      | 5 октября, 2007   | 23 июня, 2008    |
|       | 8     | 22      | 5 октября, 2008   | 14 августа, 2009 |
|       | 9     | 23      | 4 октября, 2009   | 16 июля, 2010    |
|       | 10    | 44      | 19 июля, 2010     | 22 апреля, 2011  |
|       | 11    | 45      | 18 июля, 2011     | 18 мая, 2012     |
|       | 12    | 40      | 16 июля, 2012     | 21 июня, 2013    |
|       | 13    | 40      | 11 июля, 2013     | 29 июля, 2014    |
|       | 14    | 28      | 28 октября, 2014  | 2 августа, 2015  |

## В ролях

### Основной состав
| Главные персонажи     | Главные персонажи                                                                 | Главные персонажи | Главные персонажи | Главные персонажи |
| Исполнитель роли      | Персонаж                                                                          | Сезоны            | Кол-во эпизодов   |                   |
| --------------------- | --------------------------------------------------------------------------------- | ----------------- | ----------------- | ----------------- |
| Стефан Брогрен        | Арчибальд Руперт (Арчи) «Змей» Симпсон, выпускник школы Деграсси                  | 1-14              | 189               |                   |
| Мириам МакДональд     | Эмма Нельсон                                                                      | 1-9               | 180               |                   |
| Сара Баррейбл-Тишауэр | Либерти Ван Зандт                                                                 | 1-8               | 150               |                   |
| Обри (Дрейк) Грэм     | Джимми Брукс                                                                      | 1-8               | 139               |                   |
| Лорен Коллинз         | Пейдж Михалчук                                                                    | 1-7               | 130               |                   |
| Стейси Мистисин       | Кейтлин Райан                                                                     | 1-5, 7 (гость)    | 69                |                   |
| Шеней Граймс          | Дарси Эдвардс                                                                     | 4-8               | 60                |                   |
| Марк Донато           | Дерек Хэйг                                                                        | 5-8               | 35                |                   |
| Нина Добрев           | Мия Элизабет Джонс, ученица, в 13 лет ставшая матерью                             | 6-9               | 52                |                   |
| Эйслинн Пол           | Клэр Дайана Эдвардс                                                               | 6-14              | 223               |                   |
| Рэймонд Эблэк         | Сав Бандари, индус-мусульманин, основавший студенческую рок-группу The Stüdz      | 7-11              | 91                |                   |
| Пола Бранкати         | Джейн Вон (настоящее имя — Анастасия Валиери)                                     | 7-9               | 34                |                   |
| Аргирис Каррас        | Райли Ставрос, капитан школьной команды по футболу, открытый гей                  | 8-11              | 80                |                   |
| Лэндон Либуарон       | Деклан Койн                                                                       | 9-10              | 23                |                   |
| Джордан Тодоси        | Адам Торрес, трансгендерный мужчина (настоящее имя — Грэйси)                      | 10-13             | 120               |                   |
| Люк Билык             | Эндрю Пол (Дрю) Торрес, сводный брат Адама                                        | 10-14             | 135               |                   |
| Рамона Милано         | Одра Торрес, мать Адама и мачеха Дрю                                              | 10-14             | 39                |                   |
| Манро Чемберс         | Элайджа (Элай) Голдсворти, ученик, страдающий от биполярного расстройства психики | 10-15             | 155               |                   |
| Рикардо Хойос         | Зигмунд (Зиг) Новак                                                               | 11-14             | 66                |                   |
| Нив Уилсон            | Жаклин (Джек) Джонс                                                               | 13-14             | 23                |                   |

### Гостевые появления
| Эпизодические и второстепенные персонажи | Эпизодические и второстепенные персонажи | Эпизодические и второстепенные персонажи | Эпизодические и второстепенные персонажи | Эпизодические и второстепенные персонажи |
| Исполнитель роли                         | Персонаж                                 | Сезоны                                   | Кол-во эпизодов                          |                                          |
| ---------------------------------------- | ---------------------------------------- | ---------------------------------------- | ---------------------------------------- | ---------------------------------------- |
| Кайл Шмид                                | репортёр NAK                             | 1                                        | 1                                        |                                          |
| Шон Робертс                              | Дин Уэлтон, парень, изнасиловавший Пэйдж | 2-4                                      | 5                                        |                                          |
| Дженнифер Подемски                       | мисс Шантель Сове                        | 2-10                                     | 15                                       |                                          |
| Билли Рэй Сайрус                         | Дюк, водитель лимузина                   | 3                                        | 1                                        |                                          |
| Аланис Мориссетт                         | в роли самой себя                        | 4-5                                      | 2                                        |                                          |
| Джейсон Мьюз                             | в роли самого себя / Джей                | 4-5                                      | 4                                        |                                          |
| Кевин Смит                               | в роли самого себя / Молчаливый Боб      | 4-5                                      | 5                                        |                                          |
| Девон Бостик                             | Ник, бывший парень Мии                   | 6                                        | 3                                        |                                          |
| Наташа Бедингфилд                        | в роли самой себя                        | 7                                        | 1                                        |                                          |
| Крейг Килбургер                          | в роли самого себя                       | 7                                        | 1                                        |                                          |
| Ноа Рейд                                 | Крис, грабитель в кафе Dot               | 9                                        | 1                                        |                                          |
| Кеке Палмер                              | в роли самой себя                        | 11                                       | 2                                        |                                          |
| Дэниел Кэш                               | мистер Ставрос, отец Райли               | 11                                       | 1                                        |                                          |
| Чез Боно                                 | В роли самого себя / Чез                 | 12                                       | 1                                        |                                          |
| рок-группа Hedley                        | в роли самих себя                        | 12                                       | 1                                        |                                          |
| Эрик Кнудсен                             | Дэррин Хоув, молодой миллионер           | 12                                       | 2                                        |                                          |
| Шона МакДональд                          | миссис Новак, мать Зига                  | 12-13                                    | 3                                        |                                          |
| Мелани Скрофано                          | Мередит Фокс, редактор журнала Muse      | 13                                       | 2                                        |                                          |
| Марк Бендэвид                            | Грант Йетс, учитель английского          | 13                                       | 4                                        |                                          |

## Подбор актёров

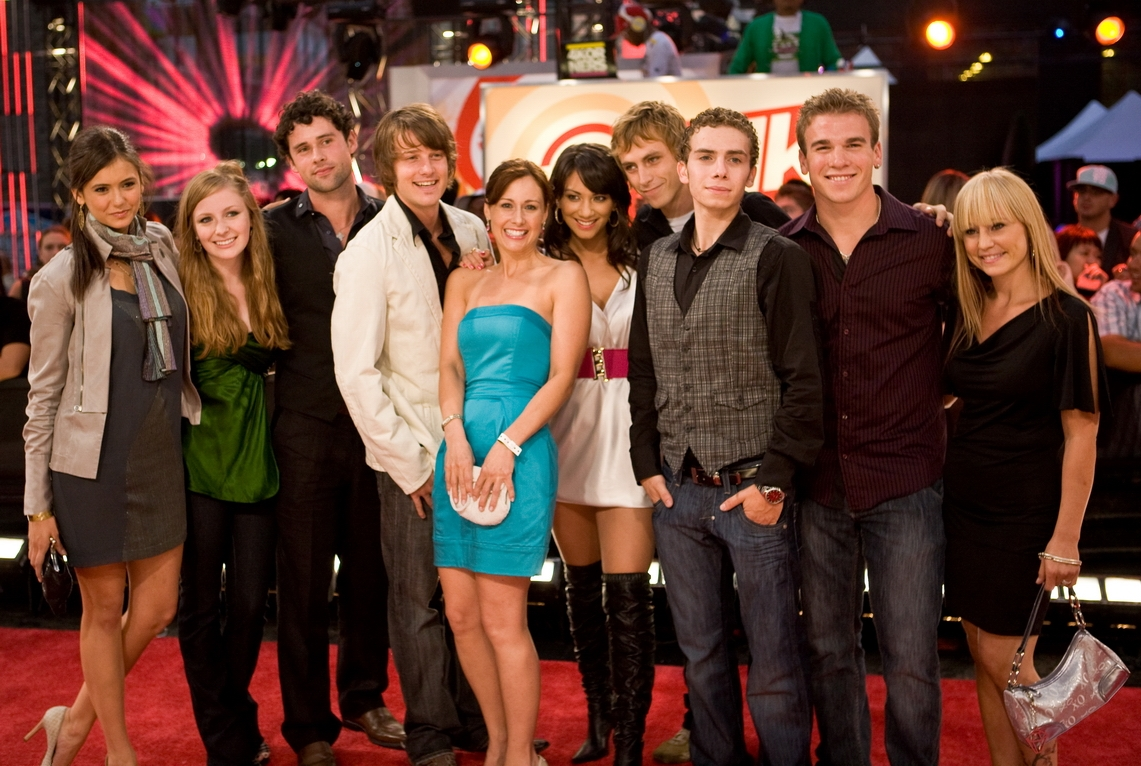
Исполнители главных ролей в 8 сезоне. Слева направо: Нина Добрев, Шарлотт Арнольд, Кристофер Тёрнер, Эван Уильямс, Стейси Мистисин, Кори Ли, Тайлер Кайт, Марк Донато, Шейн Киппел и Аманда Степто

На роли учеников школы Деграсси продюсеры прослушали более шестисот детей школьного возраста, пытаясь сделать персонажей, с которыми могла себя отождествлять целевая аудитория — подростки. Продюсеры решили не брать великовозрастных актёров на роли детей, как это делалось в сериалах того периода, например, в «Бухте Доусона» и «Баффи — истребительнице вампиров» подростков играли 20-летние актёры.
В пилотном эпизоде появляются актёры из предыдущих сериалов, «Подростки с улицы Деграсси» и «Старшеклассники с улицы Деграсси», которые вернулись к своим ролям в сцене встречи выпускников. Стефан Брогрен, снимавшийся в этих сериалах в роли школьника Арчи Симпсона по прозвищу «Змей», получил главную роль в «Новом поколении». По сюжету его герой становится преподавателем медиаведения в школе Деграсси.
Большим фанатом оригинальных сериалов был режиссёр и актёр Кевин Смит, который назвал одну из героинь своего фильма Клерки (Кейтлин Бри) в честь персонажа Стейси Мистисин Кейтлин Райан. Сам Кевин Смит вместе с Джейсоном Мьюзом снялся в нескольких эпизодах четвёртого и пятого сезонов.
Британская поп-певица Наташа Бедингфилд снялась в роли самой себя в 24 серии 7-го сезона.

## Завершение сериала и сиквел
В июне 2015 года MTV Canada и TeenNick объявили, что они не станут продлевать шоу на ещё один сезон. 9 июня 2015 года компания Epitome Pictures объявила, что в следующем году состоится премьера нового сериала под названием «Деграсси: Новый класс» (англ. Degrassi: Next Class), на Family Channel, платном канале, принадлежащем DHX Media, в январе 2016 года. В Соединенных Штатах и в других странах первые эпизоды будут транслироваться на Netflix.